# Nasser bin Ali al-Ansi
Nasser bin Ali al-Ansi (Taʿizz, ottobre 1975 – Al-Mukalla, 21 aprile 2015) è stato un terrorista yemenita, comandante anziano di al-Qāʿida nella Penisola Arabica. (AQAP). Apparso in molti video di propaganda di AQAP, ha sostenuto il rapimento del fotoreporter statunitense Luke Somers e l'attentato alla sede di Charlie Hebdo a Parigi. al-Ansi è stato ucciso il 21 aprile 2015 da un attacco di un drone statunitense a Al-Mukalla in Yemen.